# Dacija
Dacija (lat. Dacia) je europska povijesna pokrajina, prvotno područje pod upravom Dačana, a od 107. do 271. godine jedna od provincija Rimskoga Carstva. Obuhvaćala je područja čija je granica na sjeveru bila omeđena Karpatima, na jugu Dunavom, na zapadu Tisom, istoku Dnjestrom. Danas to područje pripada modernoj Rumunjskoj (Transilvanija, Banat i Oltenija) i Muntenia kao i južnoj Moldovi, kao i dijelovima Mađarske, Bugarske i Ukrajine. Ime Dacije potječe od naroda Dačana koji su zajedno s Getima živjeli u toj oblasti. Nakon Trajanovog osvajanja 106. godine, novoosvojena oblast dobila je službeno ime Dacija.

## Povijest
Dačane su Rimljani smatrali opasnim protivnicima, jer su, za razliku od većine barbara, bili relativno jedinstveni. Kada je 86. godine, prijestolje zauzeo Decebal, koji je dodatno ujednio Dačane, za Rim to je značio pojavu jedne moćne države na njenim granicama. Car Domicijan je pokušao spriječiti jačanje Decebala u ratovima između 85. i 89. godine ali u tome nije imao pravog uspjeha. Ni Nerva nije imao uspjeha.
Tek je Trajan nakon teškog Prvog dačkog rata, od 101. do 102. godine, porazio Decebala. Poslije nekoliko godina, Decebal je pokušao okupiti saveznike protiv Rima, što je dovelo do Drugog dačkog rata, od 105. do 106. godine. Decebal je izbjegao zarobljavanje samoubojstvom, ali čitava Dacija bila je osvojena. Postala je provincija još prije 11. kolovoza 106. godine. Trajan je kao plijen donio 331 tonu srebra i 165 tona zlata.
Sve do epohe Marka Aurelija, Daciju nisu ugrožavali drugi barbari. 235. godine su se okupili barbari radi napada na Daciju. Od početka napada 238. godine, Daciju su potresali ratovi sve dok se Aurelijan 271. godine nije odlučio potpuno povući. Pod Konstantinom Velikim Rim je ponovo osvojio dio Dacije, ali je i ta oblast brzo napuštena.

## Upravni i vojni sustav
Nakon okončanja Prvog dačkog rata, Dacija je bila kontrolirana samo vojno, ali od 106. godine, poslije Drugog dačkog rata, Dacija je postala carska provincija. To je značilo da sam car postavlja upravitelja provincije iz redova rimskih senatora.
S tri strane Daciju su okruživali barbari. Samo s juga graničila je s Mezijom. Kasnije je Dacija imala malu zajedničku granicu i s Panonijom. Granicu su mahom činile rijeke: na jugu to je bio Dunav, na zapadu Tisa i Maroš.
Car Hadrijan podijelio je 118. godine, ovu dotad jednistvenu provinciju, na dva dijela: Gornju Daciju (Dacia superior) i Donju Daciju (Dacia inferior). Samo pet godina kasnije Hadrijan je iz Gornje Dacije izdvojio još jednu oblast, pod imenom Porolisumska Dacija (po gradu Porolisum, Dacia Porolissensis). Sve tri tako nastale provincije bile su neovisne jedna o drugoj ali su vojno blisko surađivale.
Od 167. do 169. godine Marko Aurelije je ponovo reorganizirao područje i stvorio Apulumsku (po gradu Apulum, Dacia Apulensis), Porolisumsku (Dacia Porolissensis) i Malvansku Daciju (po gradu Malva, Dacia Malvensis). One su činile jedinstvenu provinciju Daciju, koja je imala samo jednog namjesnika. Vjerojatno je Marko Aurelije smatrao da će jedinstveno zapovjedništvo u čitavoj Daciji bili učinkovitija obrana od barbara. Ovakva podjela Dacije zadržana je sve dok Aurelijan nije konačno povukao rimsku vojsku i narod iz Dacije 271. godine.
Službena prijestolnica bila je Colonia Ulpia Traiana Augusta Dacia, ali najveći dio vlasti bio je u Sarmizegetuzi, koja je bila prijestolnica još u vrijeme dačkih kraljeva.
U Daciji su bile stacionirane dvije legije, V Macedonica (logor je bio u današnjoj Turdi) i XIII Gemina (logor u Apulumu). Bilo je i drugih pomoćnih odreda, osobito na granici prema barbarima. Ukupno je bilo oko 30.000 rimskih vojnika.

## Gospodarstvo
Za Rim, Dacija je predstavljala bogat izvor ruda. Iz brojnih rudnika iskopavalo se zlato, srebro i željezo. Pored ruda, koje su bile najvažniji razlog radi kojeg su se Rimljani uopće upustili u skupo osvajanje i teško čuvanje Dacije, ova zemlja je bila bogata drvetom, vunom, kožama i začinima. U Daciju se uvozilo uglavnom maslinovo ulje, vino i luksuzna roba. U trenutku kad je Aurelijan odlučio napustiti Daciju, vjerojatno je većina glavnih rudnika plemenitih metala bila iscrpljena.